# Schizocarphus nervosus
Schizocarphus es un género monotípico de plantas herbáceas y bulbosas perteneciente a la subfamilia de las escilóideas dentro de las asparagáceas. Su única especie, Schizocarphus nervosus, es originaria de Sudáfrica.

## Descripción
Se encuentra en los pastizales de la Provincia Oriental del Cabo de Sudáfrica en el África tropical. Forma matas redondeadas desde grandes bulbos enterrados con vainas fibrosas . Tiene muchas flores pequeñas en un tallo floral, son de color blanco o amarillo cremoso con un ovario verde o negruzco. 

## Taxonomía
Schizocarphus nervosus  fue descrita por Zucc.) Rose   y publicado en Contributions from the United States National Herbarium 8(1): 14. 1903.
Sinonimia
- Ornithogalum nervosum Burch. (1822)
- Scilla nervosa (Burch.) Jessop (1970)
- Scilla pallidiflora Baker
- Schizocarphus gerrardii (Baker) Van der Merwe
- Scilla rigidifolia var. gerrardi (Baker) Baker
- Scilla gerrardii Baker (1873)
- Scilla rigidifolia Baker (1843)
- Schizocarphus rigidifolius (Kunth) Van der Merwe (1943)
- Schizocarphus acerosus Van der Merwe (1943)
- Scilla rigidifolia var. acerosa Van der Merwe (1941)
- Scilla rigidifolia var. nervosa Baker
- Scilla hispidula Baker (1878)
- Scilla eriospermoides Engl. & Gilg (1903)
- Scilla setifera Baker (1898)
- Drimia nervosa (Burch.) Jessop
- Scilla versicolor Baker
- Scilla pubescens Baker (1901)